# Stopa se smíchem
Stopa se smíchem, nebo zvuková stopa se smíchem či laugh track (z angličtiny) je samostatný zvukový doprovod k nahrané komediální show  či sitcomu obsahující smích publika. V některých produkcích je smích spíše živou reakcí publika; ve Spojených státech amerických, kde se nejčastěji používá, termín obvykle znamená umělý smích, který je vložen do díla. Vynalezl ji americký zvukový inženýr Charles „Charley“ Douglass.
Douglassova stopa se smíchem se stala standardem v televizi v USA a dominovala většině sitcomů v hlavním vysílacím čase od konce 50. do konce 70. let 20. století. Využití Douglassova smíchu se snížilo do 80. let, kdy stereofonní smích poskytovaly konkurenční zvukové společnosti. V 90. letech 20. století začaly být ve Spojených státech znovu populární situační komedie natáčené jednou kamerou, ale oproti 50. letům u nich televizní produkce obvykle nevyužívá živé publikum, ani přidaný umělý smích.